# La luz de mi vida
La luz de mi vida (Light of My Life) es una película dramática estadounidense de 2019, escrita y dirigida por Casey Affleck. Protagoniza por el propio Affleck, Anna Pniowsky, Tom Bower y Elisabeth Moss, la película trata sobre un hombre que tiene que proteger a su hija en un mundo en el que las mujeres han desaparecido por una extraña enfermedad.
Tuvo su estreno mundial en el Festival Internacional de Cine de Berlín el 8 de febrero de 2019. Fue estrenada para el gran público el 9 de agosto de 2019, distribuida por Saban Films.

## Sinopsis
Diez años después de una misteriosa pandemia que había acabado con la vida de cientos de millones de mujeres en el mundo y casi acaba con el género femenino sobre la faz de la Tierra, un hombre y su hija Rag viajan a través de la Columbia británica. Rag es una de las pocas mujeres que sobreviven en Reino Unido, pero su padre la disfraza de chico para pasar inadvertida. Su papá tiene que protegerla de cientos, de miles de bandidos masculinos que ansían yacer con una hembra. En un flashback, antes de la muerte de su mujer, el protagonista promete a su esposa que defenderá a su hija con su vida.
Tras dejar el bosque donde están acampados, se refugian en una casa abandonada. Pasan varios días y se suceden varios hilos narrativos. Cuando regresan a casa, los protagonistas van a conocer a Tom y a sus dos amigos, Calvin y Lemmy, que también se han instalado en la casa. Tom es un hombre religioso y tiene buen carácter. Una mañana, cuando Tom enseña a Rag a utilizar una escopeta en defensa propia, aparece la duda. Tom empieza a sospechar que el “hijo” es una chica. 
Más tarde, tres hombres entran en la casa y matan a Tom y a Lemmy e inician una lucha final con nuestros protagonistas.

## Reparto
- Casey Affleck : padre
- Anna Pniowsky : Rag
- Elisabeth Moss : madre
- Tom Bower : Tom
- Timothy Webber : Lemmy
- Hrothgar Mathews : Calvin
- Monk Serrel Freed
- Deejay Jackson
- Patrick Keating

## Producción
En septiembre de 2016, se hizo público que Casey Affleck dirigiría una película de la que era también guionista, mientras que la producción recaería en Teddy Schwarzman. En febrero de 2017, se anunció que Anna Pniowsky protagonizaría la película, y Black Bear Pictures produciría la película. En agosto de 2018, se cerró la participación de Elisabeth Moss. Daniel Hart compuso la música. La banda sonora estuvo dirigida por Varese Sarabande Records.
El rodaje comenzó en febrero de 2017, en localizaciones de la Columbia británica y en la localidad de Okanagan.

## Estreno
La cinta fue presentada en el Festival Internacional de Cine de Berlín en febrero de 2019. Poco después, Saban Films adquirió los derechos de distribución de la película. Fue estrenada el 9 de agosto de 2019. En Metacritic, la película aguanta un índice de 67 fuera de 100, basó encima 16 críticos, indicando "generalmente revisiones favorables".